# 코스는! 오 마이 허니
《코스는! 오 마이 허니》(コスって!オーマイハニー 코슷테! 오 마이 하니[*])는 코나타와 패티 명의로 발매된 히라노 아야, 사사키 노조미의 싱글이다. 2007년 8월 29일 발매되었다.
띠(캡)에 쓰여져 있는 정식적 타이틀은 《TV애니메이션 「러키☆스타」 코나타와 패티가 만든, 코스프레 카페에서 내는 CD, 코스는! 오 마이 허니》로 되어 있지만 CD본체의 책 표지의 등에 해당하는 부분이나 란티스의 소개로는 《코스는! 오 마이 허니》로 표기되어있기 때문에, 본 문서도 거기에 기초를 둔다.

## 개요
텔레비전 애니메이션 《러키☆스타》의 작중에 등장한 이즈미 코나타와 패트리시아 · 마틴이 만든 동인 CD를 실제로 상품화한 것. 그 때문에 쟈켓은 PC로 프린트한 손수 만든 것처럼 되어 있는 것 외, CD 자체도 CD-R에 자필과 같은 디자인으로 되어 있다. 덧붙여 애니메이션의 작중으로, 본악곡은 일절 나오지 않았다.
본작의 CM는 니코니코 동화의 패러디로 만들어져 있다.

## 수록곡
1. コスって!オーマイハニー
작사：하타 아키　작곡・편곡：코우사키 토오루
2. 悠長戦隊ダラレンジャー(유장전대 다라레인져)
작사：하타 아키　작곡・편곡：코우사키 토오루
3. コスって!オーマイハニー（off vocal）
4. 悠長戦隊ダラレンジャー（off vocal）

## 비고
- 〈코스는! 오 마이 허니〉의 가사에는 오타쿠적인 용어가 많이 등장한다.
- 〈유장전대 다라레인저〉는 특촬물을 이미지한 가사로 되어 있다.
- 같은 날에 같은 《러키☆스타》 관련 CD로 코가미 아키라(콘노 히로미) 명의의 《삼십 줄 곶》이 발매되었지만, 매상면에서는 본작이 웃돌았다.
- 애니메이션 작중에서는 악곡은 나온 적이 없고, 란티스의 작품 페이지에서는 '어떤 의미로 삽입곡'이라는 설명이 있다.
- CM에서는 '가곡'의 남성 버전의 곡으로 방송되었다.